# Ilyushin Il-12
El Ilyushin Il-12 (en ruso: Ил-12, designación OTAN: Coach) fue un avión de transporte comercial y carga soviético, desarrollado en los años 40 para Aeroflot. 
El avión fue diseñado para reemplazar al Lisunov Li-2, el cual era una versión del Douglas DC-3. El nuevo avión tenía un diseño clásico de bimotor, con una estructura metálica, alas monoplanas, una cola convencional. Una mejora importante en comparación con el Li-2 fue el diseño de tres ruedas (en comparación con su predecesor, que tenía cuatro), lo que permitió una mejor visibilidad a la hora del despegue y del aterrizaje. Se aumentó la grandaria del ala, en comparación con el DC-3/Li2, este cambio era necesario debido al aumento de potencia.
El avión realizó su primer vuelo el 15 de agosto de 1945, motorizado por dos ACh-31. Poco tiempo después se decidió añadir a la aeronave un motor radial Shvetsov Ash-82, la versión revisada realizó su primer vuelo el 9 de enero de 1946.
Durante las pruebas se hallaron los principales inconvenientes del avión; eran un motor con pésimas características y que requería un puntal en la parte trasera del interior del avión que no permitía llenar el depósito demasiado.
El interior del avión tenía un tamaño considerable, y constaba de 8 ventanas rectangulares en cada lado. La cabina tenía 3 ventanas y el avión podría transportar 32 soldados, 32 paracaidistas o mercancías. Hubo también una versión civil, que, aunque fue diseñada para transportar hasta 32 pasajeros, fue limitado por Aeroflot y no solía haber más de 21, -normalmente no más de 18-. Es por ello que el uso del Il-12 para vuelos comerciales era poco rentable. Se llegaron a fabricar unos 663 Il-12.
El avión fue substituido por el Ilyushin Il-14.

## Variantes
- Il-12 : Aviones de carga
- Il-12A : Aviones Ilyushin Il-12 ligeramente modificados.
- Il-12B : Aviones Ilyushin Il-12 que incorporan sistema anti-hielo.
- Il-12D : Avión bimotor militar para transportar soldados de las fuerzas aéreas soviéticas.

## Operadores
Bulgaria
- TABSO

 Checoslovaquia
- Czechoslovak Airlines

 China
- CAAC
- Fuerza Aérea del Ejército Popular de Liberación

 Polonia
- LOT

 Rumania
- TAROM

 Unión Soviética
- Aeroflot
- Fuerza Aérea Soviética

## Especificaciones

### Características generales
- Tripulación: 3
- Capacidad: 21 pasajeros
- Largo: 21,31 m (69 ft 11 in)
- Envergadura:31,7 m (104 ft 0 in)
- Altura: 8.07 m[4]
- Peso vacío: 11.045 kg
- Peso máximo en despegue: 17.250 kg
- Planta motriz:2× Shvetsov ASh-82 FNV 14[3]

### Rendimiento
- Velocidad máxima: 650 km/h (351 nudos, 401 mph)
- Velocidad de crucero:407 km/h (220 nudos, 253 mph)
- Techo de vuelo: 15.000 m
- Alcance máximo: 6500 km (3,510 nm, 4,010 mi)

### Desarrollos relacionados
- Ilyushin Il-14

### Listas relacionadas
- Aviones de pasajeros de Ilyushin: Il-12 · Il-14 · Il-18 (1947) · Il-18 · Il-62 · Il-86 · Il-96 · Il-114